# Xystrocera ruficornis
Xystrocera ruficornis là một loài bọ cánh cứng trong họ Cerambycidae.